# Karateka (videojuego)
Karateka es un juego de acción de artes marciales de 1984 de Jordan Mechner, y fue su primer juego publicado, creado mientras asistía a la Universidad de Yale. Originalmente se programó para Apple II y luego se adaptó ampliamente. El juego fue publicado en Norteamérica por Brøderbund y en Europa por Ariolasoft. Junto con Swashbuckler (1982), Karate Champ (1984) y Yie Ar Kung Fu (1985), Karateka fue uno de los primeros juegos de lucha.
El jugador controla a un protagonista anónimo que intenta rescatar su interés amoroso, la princesa Mariko, de la fortaleza del castillo de Akuma. El juego exhibe una combinación de un plataforma de desplazamiento lateral y elementos de juego de lucha similares a los de un beat 'em up. El jugador usa puñetazos y patadas para derrotar a Akuma y sus guardias y profundizar en la fortaleza.
Un remake de 2013, encabezado por Mechner, se lanzó en 2013 como un título descargable para Xbox 360, Microsoft Windows, PlayStation 3 e iOS.

## Jugabilidad
Karateka usa elementos de juego que se encuentran tanto en plataformas de desplazamiento 2D como en juegos de lucha.
El jugador es presentado al héroe anónimo mientras asciende una montaña hacia la fortaleza de Akuma para rescatar a la princesa Mariko. A medida que el jugador dirige al héroe hacia la fortaleza, varios enemigos aparecen e intentan detenerlo. Una vez en una posición de combate, el jugador golpea y patea a cada enemigo, mientras trata de esquivar sus ataques. La salud del jugador, mostrada por una barra en la parte inferior de la pantalla, pierde una muesca por cada golpe recibido, aunque la salud se recupera lentamente al no participar en el combate. En caso de que el jugador pierda toda su salud, el juego termina, lo que requiere que el jugador comience de nuevo. La barra de salud del enemigo también se muestra en la pantalla; una vez que el suyo está agotado, el jugador lo ha derrotado y puede avanzar.
Además de enemigos humanos, Akuma ocasionalmente envía su halcón entrenado para atacar al jugador, que puede desviarse con golpes o patadas oportunos. Hay algunos peligros ambientales que puede enfrentar el jugador, como un acantilado abierto o un rastrillo bajando, que terminan el juego inmediatamente si no se evitan. A lo largo del juego, se muestran cinemáticas, como Akuma ordenando a sus hombres que ataquen al jugador, y Mariko espera nerviosamente su destino.
Eventualmente, el jugador alcanzará y enfrentará a Akuma en un conflicto final. Una vez que Akuma es derrotado, el jugador puede rescatar a Mariko. Si el jugador se acerca demasiado mientras está en su posición de lucha, la princesa lo matará de un solo golpe. Una vez que Mariko es liberada, ella y el jugador salen de la fortaleza juntos.
Un huevo de Pascua está presente en el lanzamiento del disquete de Apple II. Aunque se decía que se vendía como un disco de un solo lado, el lado opuesto del disco incluía una versión completa del juego que se podía poner boca abajo en el monitor del jugador. Según Mechner, esto se hizo como una broma, lo que provocó que los usuarios ingenuos llamaran al soporte técnico y preguntaran por qué el juego estaba al revés. Invariablemente, esos usuarios recibirían la respuesta, "saque el disco, insértelo hacia arriba y reinicie".

## Desarrollo

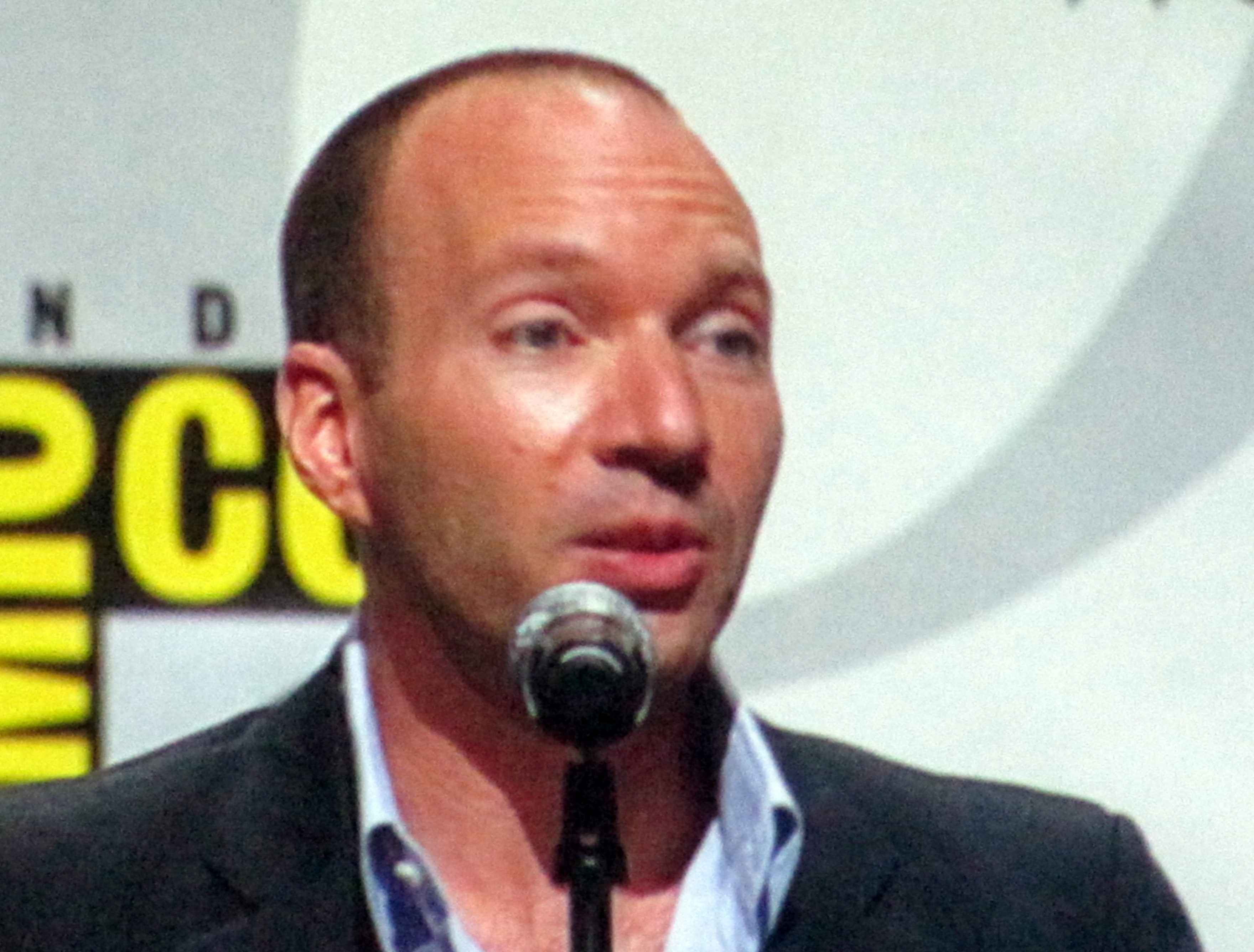
Jordan Mechner programó Karateka por su cuenta mientras estudiaba en Yale.

Karateka fue desarrollado por Jordan Mechner mientras estudiaba en la Universidad de Yale como un proyecto paralelo entre sus clases. Al aprender a programar en Apple II, había escrito un clon de Asteroids y una versión modificada que tituló Deathbounce. Él presentó Deathbounce a Brøderbund, que rechazaron. Le proporcionaron a Mechner una copia de Choplifter, y luego uno de los juegos más vendidos de Brøderbund. Mechner reconoció de este juego que podía seguir conceptos originales del juego en lugar de tener que rehacer los títulos existentes.
Utilizando algunas de las características gráficas que proporcionó Choplifter, Mechner se centró en un juego con temas de karate como resultado de numerosos factores que incluyeron sus estudios en curso como estudiante de cine, su participación en varios clubes de cine en Yale, y el haber tomado recientemente lecciones de karate. en ese momento. También se inspiró en el arte japonés del grabado en madera de Ukiyo-e, y en las obras cinematográficas de Akira Kurosawa, las primeras películas animadas de Disney y las imágenes mudas; afirmó que tales obras "transmiten una emoción y una atmósfera tan poderosas sin que se diga una palabra". Uno de sus objetivos era combinar técnicas cinematográficas con elementos del juego para crear, en ese momento, una experiencia novedosa; a partir de esto, Mechner programó algunas de las toallitas de pantalla utilizadas en Los siete samurais como elementos del juego. Al reflexionar sobre el juego, Mechner declaró que no consideraba el juego como un "juego de lucha", sino a "un juego basado en una historia donde la mecánica del juego está luchando".
Mechner quería crear animaciones fluidas dentro de la capacidad de ocho fotogramas por segundo de Apple II, pero esto se vio obstaculizado por la presencia de elementos adicionales en pantalla, como una de las puertas del palacio. Mechner descubrió que no podía animar y reproducir música (limitado a los tonos de una nota) al mismo tiempo, lo que lo obligó a adaptarse a estas limitaciones. Para crear las animaciones, usó rotoscopia, el proceso de dibujar a mano caricaturas superpuestas sobre cada fotograma de la película de su instructor de karate demostrando varios movimientos. Mechner atribuye a su padre la creación de la música para el juego. El trabajo para completar el juego tomó aproximadamente dos años, y Mechner envió el juego a Brøderbund durante la última parte de su segundo año en Yale.

## Portes
Mechner creía que las versiones de Veda Hlubinka-Cook para Commodore 64 y Atari 800 eran los mejores puertos, con algunas características superiores a la original; El padre de Mechner reorquestó su música para usar el audio mejorado de estas computadoras más nuevas. Los puertos al Amstrad CPC y DOS aparecieron en 1986, al Atari 7800 en 1987, al Atari ST en 1988 y al ZX Spectrum en 1990, aunque solo se lanzaron en España y en español. El juego fue lanzado en Japón para la Famicom en 1985, portado por Soft Pro. En esa versión, el arte marcial de Karateka se especifica como Nanto Saishi Ken (南斗再試拳 Puño de reintento de cazo sur). Un puerto original de Game Boy se realizó bajo el nombre de Master Karateka con lanzamiento limitado a Asia.

## Recepción
Las ventas de Karateka habían superado las 500,000 unidades en 2000. Fue el juego de Commodore más vendido de Broderbund a fines de 1987. Compute! en 1985 llamó a Karateka "un candidato para el Programa más subestimado del año. Es un programa que debe verse para que se aprecie por completo". Aunque el crítico criticó la necesidad del jugador de reiniciar desde el principio cuando fue derrotado, afirmó que la versión de Apple II "tiene por mucho la mejor animación que he visto en un juego de Apple arcade. La suavidad de la animación ... hace que el juego casi tan divertido de ver como de jugar". A Antic en 1986 le gustaron sus gráficos de "calidad de dibujos animados". Aunque crítico con el sistema de control de joystick "a menudo lento", la revista concluyó que Karateka era "divertido y extremadamente adictivo". Según Dragon, "este juego tiene una gran trama, una animación que deslumbrará tus ojos y una acción de artes marciales controlada por el jugador".

## Remake
En febrero de 2012, Mechner anunció que lideraba un pequeño grupo de desarrollo independiente para crear un remake de Karateka para Xbox 360 a través de Xbox Live Arcade, PlayStation 3 a través de PlayStation Network y Wii U a través de Nintendo eShop. Mechner anticipó una fecha de lanzamiento de finales de 2012, que luego se anunció que será noviembre de 2012. El concepto para la nueva versión se produjo después de que Mechner completó el trabajo para la película de 2010 The Sands of Time. Quería hacer un nuevo proyecto con un sentimiento de "guerrilla" y en una escala mucho más pequeña que la que había experimentado para la película. También tuvo en cuenta que casi 30 años después del lanzamiento del juego, todavía se le hacían preguntas sobre Karateka en las entrevistas. Esto llevó a Mechner a rehacer Karateka que, fuera de los puertos cerca del momento de su lanzamiento, no había sufrido una nueva versión. Imaginó que sería capaz de volver a contar la historia utilizando el moderno hardware de la consola y sin las limitaciones del sistema Apple II. Otros factores que llevaron al remake incluyeron el resurgimiento del desarrollo de juegos pequeños e independientes en 2010 y 2011, y juegos como Limbo que "crearon una poderosa atmósfera emocional dentro de un presupuesto y alcance limitados".
Mechner reunió a un pequeño equipo independiente en Liquid Entertainment respaldado por la inversión de Angel, para crear el remake; este grupo más pequeño permitió a Mechner ser más práctico con el desarrollo del juego. El remake fue diseñado para mantenerse fiel al juego central, descrito por Mechner como "un juego compacto de" pick-up-and-play "que es fluido, atmosférico y hermoso". Ciertos elementos cinemáticos, como la falta de diálogo, permanecen en la nueva versión. El equipo de Mechner se enfocó en mejorar los controles del juego, haciéndolos "difíciles de dominar" y alentando a los jugadores a correr el título nuevamente para mejorar su rendimiento. Durante el desarrollo del remake, el equipo experimentó diferentes enfoques, terminando con "nuevas mecánicas de combate" y creando un luchador "basado en el ritmo", en el que "igualas el ritmo de los ataques de tu oponente y eventualmente obtienes tu contraataque".
Mechner, al anticipar la frustración de los jugadores más jóvenes que pueden no haber jugado el juego original, eliminó las muertes de un disparo presentes en el original que obligarían al jugador a reiniciar el juego. Esto es evidente en el nuevo enfoque del juego: el jugador comienza como el "Amor verdadero" de Mariko, como en el original, pero si fallan en el combate, luego juegan como un segundo personaje, un Monje. Juegan desde donde cayó el Amor Verdadero, y luego continúan como un tercer personaje, un Bruto, si el jugador falla nuevamente. Si bien el jugador puede completar el juego como cualquiera de los personajes, el objetivo final es reunir a Mariko con su Amor Verdadero, lo que le otorga una capacidad de reproducción máxima de aproximadamente cuarenta minutos, según Mechner. El juego mantiene la inmersión a medida que el jugador transita entre cada personaje.
Mechner declaró que algunas de las adiciones humorísticas, como la posibilidad de ser asesinado por Mariko al final del juego, probablemente serían eliminadas. Esto se debió a su creencia de que "no puedes sorprender a la gente dos veces de la misma manera", y lo llevó a reemplazar esta posibilidad con otros secretos para que los jugadores los descubran. El enfoque de Mechner en mantener el juego como un juego simple para recoger y jugar llevó a la decisión de distribuir el título a través de servicios de juegos descargables. El artista de cómic y animación Jeff Matsuda se incorporó al equipo para ayudar con las animaciones de los personajes, mientras que el compositor Christopher Tin desarrolló la puntuación dinámica del juego.